# Per Hallström
Per August Leonard Hallström (* 29. September 1866 in Stockholm; † 18. Februar 1960 in Nacka) war ein schwedischer Schriftsteller, Übersetzer und Ingenieur.

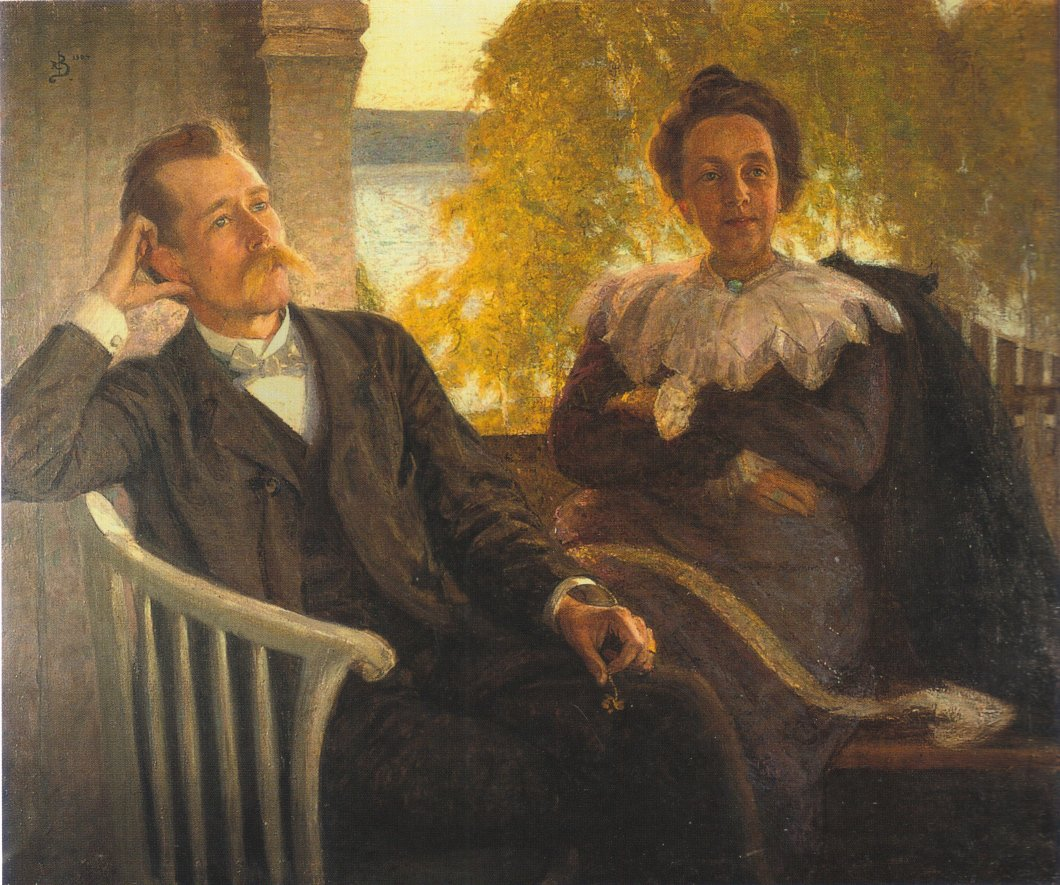
Per Hallström und seine Frau Helga, porträtiert von Richard Bergh (1904)

## Leben
Per Hallström wurde als Sohn des Kassierers Conrad Hallström und seiner Frau Johanna, geb. Andersson 1866 in Stockholm geboren. 1883 legte er sein Abitur ab und begann ein Ingenieursstudium an der Technischen Hochschule (Kungliga Tekniska högskolan) in Stockholm, wo er 1886 sein Examen als Ingenieur ablegte. 1891 erschien seine erste Gedichtsammlung „Lyrik och fantasier“, 1903 erschien im Inselverlag Leipzig sein erster Roman „Frühling Autoris“ (Originaltitel: „Våren“) auf Deutsch.
In den Jahren 1908 bis 1960 besetzte er den Stuhl Nr. 14 der Svenska Akademien, deren ständiger Sekretär er von 1931 bis 1941 war. Zwei Mal war er für den Nobelpreis für Literatur nominiert, lehnte aber im Vorwege ab. 1929 gewann er den Großen Preis des Samfundet De Nio.

## Leistungen
Neben seiner Tätigkeit als Schriftsteller machte er sich auch als Übersetzer verdient und übersetzte sämtliche Werke von Shakespeare ins Schwedische.
Literarisch wird er in Schweden zu den Erzählern der 1890er Jahre gezählt, obwohl seine Schaffenszeit bis weit in das 20. Jahrhundert hineinreichte. Im deutschsprachigen Raum zählte er zu den bedeutenden nordischen Dichtern neben Henrik Ibsen und Knut Hamsun.

## Werke
Auswahl der in deutscher Sprache erschienenen Werke:
- Drei Novellen. Insel Verlag, Leipzig 1913[1] (Insel-Bücherei 64)
- Ein Schelmenroman. Insel Verlag, Leipzig 1913[1]
- Gustav Sparfverts Roman, Morawe & Scheffelt, Berlin 1914[1]